# 歴史カクテル
『歴史カクテル』（Historical Cocktail）は、2014年10月8日にフジテレビ系で放送されたテレビドラマ。原作は、鯨統一郎の『新・世界の七不思議』（東京創元社）に収録されている短編「ストーンヘンジの秘密」。

## あらすじ
うらぶれたバーを訪れた大学教授の三谷と、若く美しい歴史学者として注目されている准教授の早乙女静香。バーテンダーの松永も交えて歴史談義に花を咲かせ、話はやがてイギリスのストーンヘンジの謎へと移っていく。そんな3人に、1人で飲んでいた雑誌ライターの宮田六郎が割り込んでくる。彼があまりに歴史を知らなさすぎることに呆れる静香だったが、次第に彼が唱える説に聞き入っていき、トリリトンの形に隠された謎、アベニューと呼ばれる1本道の謎に1つの仮説が打ち立てられる。

## キャスト
- 宮田六郎（雑誌ライター） - 田中圭
- 早乙女静香（大学准教授） - 中山由香
- 三谷（大学教授） - 伊東四朗
- 松永（バーテンダー） - マキタスポーツ
- 流しのミュージシャン - レキシ[1]

## スタッフ
- 原作 - 鯨統一郎『邪馬台国はどこですか？』『新・世界の七不思議』（東京創元社）
- オープニング曲 - レキシ「狩りから稲作へ」
- エンディング曲 - レキシ「歴史と遊ぼう」
- 脚本 - 中本麻理
- 撮影 - 吉原輝久
- 照明 - 辻康彦
- 音声 - 沖田一亮、小竹聡子
- 美術 - 松下祐三子
- ロケ地協力 - 武蔵野オーセンティックバーREKI、大宮八幡宮
- 参考文献 - G・S・ホーキンズ「ストーンヘンジの謎は解かれた」（新潮社）
- 制作協力 - コギトワークス
- プロデューサー - 三島尚子
- 演出 - 長島翔